# Gennaro Contaldo
Gennaro Contaldo, född 21 januari 1949 i Minori, Campania, är en italiensk kock, bosatt och verksam i London. Contaldo har blivit känd som Jamie Oliver's "lärare" inom den italienska matlagningen. 
Contaldo är uppvuxen i byn Minori på den italienska Amalfikusten. Han kom till Storbritannien som tjugoåring.
Gennaro Contaldo har skrivit ett antal böcker, bland andra Passione och Gennaro's Italian Year.